# Seznam poljskih matematikov
Seznam poljskih matematikov.

## A
- Bruno (Abdank-)Abakanowicz (1852 – 1900)
- Nachman Aronszajn (1907 – 1980)

## B
- Stefan Banach (1892 – 1945)
- Tadeusz Banachiewicz (1882 – 1954)
- Kazimierz Bartel (politik)
- Gertrude Blanch (1897 – 1996)
- Karol Borsuk (1905 – 1982)
- Ladislaus Jožefovič Bortkiewicz (1868 – 1931)
- Jacob Bronowski (1908 – 1974)
- Albert Brudzewski (1445 – 1497)

## I
- Henryk Iwaniec (1947—)

## H
- Józef Maria Hoene-Wroński  (1776 – 1853)

## K
- Mark Kac (1914—1984)
- Bronisław Knaster (1893 – 1980)
- Adam Adamandy Kochański (1631—1700)
- Kazimierz Kuratowski (1896—1980)

## L
- Irena Lasiecka (1948 –)
- Stanisław Leśniewski (1886 – 1939)
- Jan Łukasiewicz (1878 – 1956)

## M
- Szolem Mandelbrojt (1899—1983)
- Benoît B. Mandelbrot (1924—2010)
- Stanisław Mazur (1905 – 1981)
- Stefan Mazurkiewicz (1888 – 1945)

## N
- Jerzy Neyman (1894—1981)
- Jerzy Nowacki
- Witold Nowacki (1911—1986)

## O
- Janusz Onyszkiewicz

## R
- Marian Rejewski (1905—1980)

## S
- Wacław Franciszek Sierpiński (1882—1969)
- Jan Śniadecki (1756—1830)
- Hugo Dyonizy Steinhaus (1887—1972)

## T
- Alfred Tarski (1902—1983)
- Andrzej Mariusz Trautman (1933—)
- Włodzimierz Trzebiatowski (1906—1982) (tudi kemik, fizik)

## U
- Stanislaw Marcin Ulam (1909—1984)

## Z
- Władysław Zajączkowski (1837—1898)
- Stanisław Zaremba (1863—1942)
- Antoni Zygmund (1900 – 1992)